# سیکورسکی ایکس‌اچ‌جی‌اس
سیکورسکی ایکس‌اچ‌جی‌اس (به انگلیسی: Sikorsky XHJS) یک هواگرد ساختِ کارخانهٔ سیکورسکی در کشور ایالات متحده آمریکا است. نخستین استفاده‌کنندهٔ این هواپیما نیروی دریایی ایالات متحده آمریکا بوده‌است. این هواگرد برای نخستین بار در ۲۲ سپتامبر ۱۹۴۷ میلادی مورد استفاده قرار گرفت.